# Blue Velvet (film)
Blue Velvet is een Amerikaanse dramafilm van regisseur David Lynch die in de Verenigde Staten veel stof deed opwaaien toen deze daar in 1986 uitkwam. De film heeft de status van cultfilm verworven en verdeelt de kijkers vaak in twee kampen: voor velen was deze film een meesterwerk en een bevestiging van Lynch' buitengewone talent, voor anderen was het een schandalig vertoon van masochisme en verkrachting. De film ontleent zijn naam aan een nummer van Bobby Vinton, dat in de film ook gezongen wordt.

## Korte plotbeschrijving
De film begint met beelden die insinueren dat we ons bevinden in een idyllisch, rustig Amerikaans stadje (Lumberton), maar al heel gauw krijgt de toeschouwer het verontrustende gevoel dat ditzelfde stadje het decor zal vormen voor een duister tafereel. Jeffrey Beaumont (Kyle MacLachlan) treft een menselijk oor aan midden in een grasveld dicht bij zijn thuis. Hij gaat het oor afgeven aan politiedetective Williams. Diens dochter Sandy (Laura Dern) brengt Jeffrey op het spoor van nachtclubzangeres Dorothy Vallens (Isabella Rossellini). Onmiddellijk voelt Jeffrey zelf de drang om te achterhalen waar dit oor precies vandaan komt en hij gaat op onderzoek uit.
Hij belt aan bij Vallens, geeft zich uit voor een ongediertebestrijder en slaagt erin haar sleutel te stelen. Met dezelfde vastberadenheid als James Stewart in Rear Window ontpopt Jeffrey zich voor het oog van de kijker tot een voyeur: 's avonds keert hij terug naar Vallens appartement en verstopt zich in een kast. Het duurt echter niet lang voordat de zangeres thuiskomt en de indringer ontdekt en plots worden de rollen omgekeerd. Dorothy neemt de rol van voyeur over en vraagt Jeffrey om zich uit te kleden. Een wederzijdse drang naar lichamelijk contact lijkt zich te ontplooien, maar op dat moment volgt er een scène die voor de kijker even onaangenaam is als voor Jeffrey.
Dorothy krijgt namelijk onverwacht bezoek van Frank Booth (Dennis Hopper), een sadistische en vuilbekkende psychopaat met bizarre seksuele neigingen die haar vernedert en verkracht. Jeffrey, die zich opnieuw verscholen heeft in de kast, kijkt hulpeloos toe en ontdekt stilaan dat Frank een ziekelijke obsessie heeft voor Dorothy en bovendien haar man en kind heeft gekidnapt. Deze verkrachtingsscène was voor het publiek in 1986 even aanstootgevend als de beruchte douchescène uit Alfred Hitchcocks Psycho (1960), en in dat opzicht is Lynch net zo visionair op het gebied van moderne cinema als The Master of Suspense.
Zowel de kijker als Jeffrey worden meegesleurd in een nachtmerrie die de vraag doet stellen hoe het mogelijk is dat wrede figuren zoals Frank een plaats hebben op deze planeet. De nachtmerrie daalt nog dieper af in de duisternis als Jeffrey gedwongen wordt om een autoritje te maken met Frank.
Wat David Lynch met de film duidelijk wil maken - wanneer Jeffrey in een obscuur, achteraf theatertje belandt - wordt vertaald door de woorden van een trieste Pierrot: "Niets is wat het lijkt, alles is slechts een illusie".

## Rolverdeling
| Acteur              | Personage                              |
| ------------------- | -------------------------------------- |
| Kyle MacLachlan     | Jeffrey Beaumont                       |
| Isabella Rossellini | Dorothy Vallens                        |
| Dennis Hopper       | Frank Booth                            |
| Laura Dern          | Sandy Williams                         |
| George Dickerson    | politiedetective John Williams         |
| Hope Lange          | mevrouw Williams                       |
| Dean Stockwell      | Ben                                    |
| Brad Dourif         | Raymond, een van de kompanen van Booth |
| Jack Nance          | Paul, een van de kompanen van Booth    |
| Priscilla Pointer   | mevrouw Beaumont                       |